# Alfred Nehring
Alfred Nehring (Bad Gandersheim, 29 gennaio 1845 – Charlottenburg, 29 settembre 1904) è stato uno zoologo e paleontologo tedesco.
Studiò filologia e scienze naturali a Gottinga e ad Halle, e successivamente insegnò a Wesel (1867) e a Wolfenbüttel (1871). A partire dal 1881 fu professore alla Landwirtschaftliche Hochschule (Università dell'Agricoltura) di Berlino.
Oggetto degli studi scientifici di Nehring furono i vertebrati moderni e preistorici; era interessato in particolar modo alla storia e alla morfologia degli animali domestici (cavalli, cani, ecc.). Nei suoi studi sul porcellino d'India, designò giustamente la Cavia tschudii come sua diretta antenata.

## Elenco parziale delle pubblicazioni
- 1878: Die quaternären faunen von Thiede und Westeregeln;
- 1884: Fossile pferde aus deutschen diluvialablagerungen und ihre beziehungen zu den lebenden pferden;
- 1890: Über tundren und steppen der jetzt- und vorzeit, mit besonderer berücksichtigung ihrer fauna.